# Джефф Етвуд
Джефф Е́твуд (англ. Jeff Atwood; нар.1970) — американський програміст, автор, блогер і підприємець. Він веде блог Coding Horror. Є одним із засновників сайту Stack Overflow і співзасновником Stack Exchange. Останнім проєктом Етвуда у 2012 році є розробка Discourse, платформи для дискусій в Інтернеті з відкритим вихідним кодом.

## Біографія
Має жінку і трьох доньок.
У липні 2018 року у власному «попередньо погодився» завітати до України у 2019, щоб провести лекцію з програмування, допустивши можливість того, що покаже слайд із ненормативною лексикою про Росію.

## Кар'єра

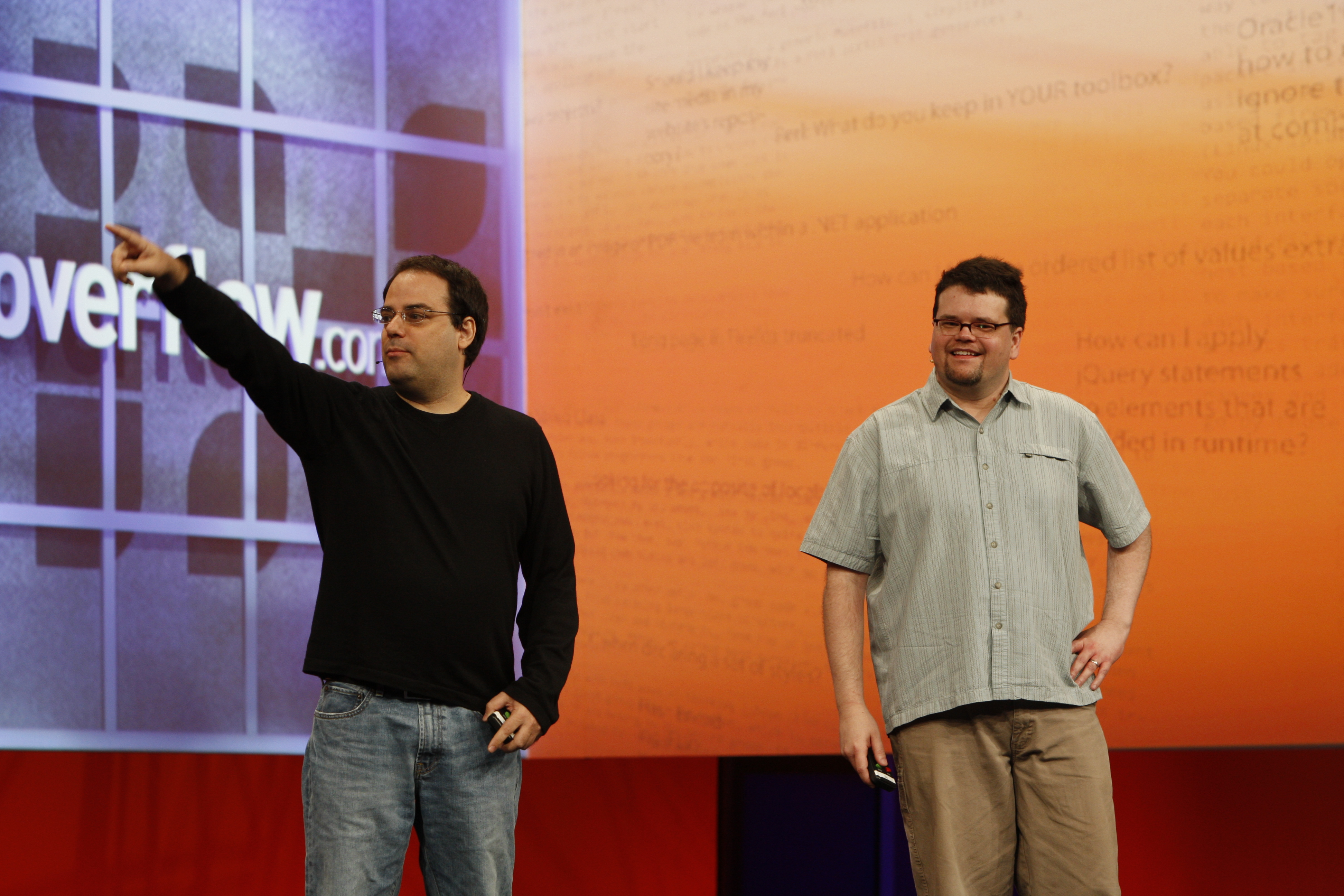
Джоел Спольски з Джеффом Етвудом на MIX 2009

Етвуд запустив блог, Coding Horror, у 2004 році. У результаті він познайомився з Джоелом Спольскі.
17 липня 2007, запропонував правило, яке говорить, що «будь-який додаток, який може бути написаний на JavaScript, буде в кінцевому підсумку написаний на JavaScript».
У 2008 році Етвуд  разом зі Спольським заснував Stack Overflow разом зі Спольськи. Сайт швидко став дуже популярним. Його приклад наслідували Server Fault для системних адміністраторів і Super User для загальних питань, пов’язаних з комп’ютером, зрештою ставши мережею Stack Exchange, яка включає багато вебсайтів Q&A на теми, вирішені спільнотою.
З 2008 по 2014, Етвуд і Спольски випускали щотижневий подкаст, що охоплював прогрес на Stack Exchange, а також широкий спектр питань з розробки програмного забезпечення. Джефф Етвуд був також основним доповідачем у 2008 році на конференції  Canadian University Software Engineering Conference.
У лютому 2012 р. Етвуд залишив Stack Exchange, щоб мати змогу провести більше часу зі своєю сім'єю.
5 лютого 2013 р. Етвуд оголосив про свою нову компанію, Civilized Discourse Construction Kit, Inc. Її флагманським продуктом є дискусійна платформа нового покоління з відкритим кодом під назвою Discourse. Етвуд та інші розробили його через своє розчарування поточним програмним забезпеченням для дошки оголошень, яке, здавалося, не розвивалося з 1990 року.
Він також випустив механічну клавіатуру під назвою CODE у 2013 році.

## Книги
- The ASP.NET 2.0 Anthology: 101 Essential Tips, Tricks & Hacks, by Scott Allen, Jeff Atwood, Wyatt Barnett, Jon Galloway and Phil Haack. — ISBN 978-0980285819
- Effective Programming: More Than Writing Code. — ISBN 9781478300540
- #Needtoknow Things to Know Before You Go. — ISBN 0692394214